# Flavignac
Flavignac é uma comuna francesa na região administrativa da Nova Aquitânia, no departamento de Alto Vienne. Estende-se por uma área de 30,79 km². Em 2010 a comuna tinha 1 076 habitantes (densidade: 34,9 hab./km²).